# Reichstädt
Reichstädt è un comune di 337 abitanti della Turingia, in Germania.
Appartiene al circondario (Landkreis) di Greiz (targa GRZ) ed è parte della comunità amministrativa (Verwaltungsgemeinschaft) di Am Brahmetal.

## Storia
Il titolo di Duca di Reichstadt fu creato dall'imperatore per suo nipote Napoleone II, chiamato in casa della madre Franz.